# Lech (Schiff, 1930)
Die Lech war ein ehemaliger Fruchtdampfer namens Panther, der von der deutschen Kriegsmarine zu einem U-Boot-Begleitschiff umgebaut und im Zweiten Weltkrieg eingesetzt wurde.

## Vorgeschichte
Das 2171 BRT große Kühlschiff Panther der Afrikanischen Frucht-Compagnie (AFC) (F. Laeisz) lief im August 1930 bei der Bremer Vulkan vom Stapel. Es war ein Schwesterschiff der Puma, dem späteren U-Boot-Begleitschiff Isar. Das Schiff war 97,6 m lang und 13,8 m breit und hatte 5,5 m Tiefgang. Seine Höchstgeschwindigkeit betrug 12,5 kn. Es brachte Bananen von Kamerun nach Hamburg.
Da die beim raschen Aufbau der U-Boot-Waffe benötigten und als Neubauten in Auftrag gegebenen U-Boot-Tender bzw. U-Boot-Begleitschiffe nicht schnell genug zur Verfügung standen, kaufte die Kriegsmarine mehrere geeignete Handelsschiffe an und ließ sie entsprechend umbauen. Auf diese Weise stellte sie in den Jahren 1938 und 1939 die U-Boot-Begleitschiffe Donau, Erwin Waßner, Isar und Lech in Dienst.

## Umbau
Die Kriegsmarine kaufte das Schiff im Jahre 1938 und ließ es bei den Stettiner Oderwerken zum U-Boot-Begleitschiff umbauen.  Am 10. Juni 1939 wurde es unter dem neuen Namen Lech (Namensverfügung vom 29. August 1938) in Dienst gestellt. Das Schiff war nun 103,5 m lang und 13,8 m breit und hatte einen Tiefgang von 5,87 m. Die Stammbesatzung bestand aus 198 Mann, die Höchstgeschwindigkeit betrug 14 kn. Bewaffnet war das Schiff mit einer 8,8-cm-Flak, vier 3,7-cm-Flak und sechzehn 2-cm-Flak.

## Verwendung
Die Lech wurde zunächst der 5. U-Flottille in Kiel zugeteilt. Ab Januar 1940 war sie der 1. U-Flottille, ebenfalls in Kiel, zugeteilt, ab Juni 1940 wieder der 5. U-Flottille. Ab Dezember diente das Schiff nur noch bei Ausbildungseinheiten in der Ostsee.  Vom 15. Dezember 1941 bis September 1943 war sie bei der 24. U-Flottille in Memel, unterbrochen von einer Zuteilung zur 22. U-Flottille in Gotenhafen. Im September 1943 erfolgte die Zuteilung zur 23. U-Flottille in Danzig und im November 1943 zur 20. U-Flottille in Pillau. Von März 1945 bis Kriegsende war sie bei der 25. U-Flottille in Travemünde.
Am 5. August 1943 kollidierte das U-Boot U 34 in der Nähe der Memelmündung mit der Lech auf der Position 55° 42′ N, 21° 6′ O und sank. Vier seiner Besatzungsmitglieder kamen dabei ums Leben. Das Boot wurde am 24. August gehoben und ab dem 8. September 1943 abgewrackt.

## Nachkriegszeit
Nach Kriegsende wurde das Schiff als Kriegsbeute den USA zugesprochen, die es am 19. Juli 1946 übernahmen, aber im Jahre 1948 an Italien abgaben. Dort wurde das Schiff abgerüstet und versah unter dem Namen Mare Ligure wieder Frachtdienst. Es wurde 1949 nach Israel verkauft und fuhr danach unter dem Namen Artsa. Im Jahre 1963 wurde das Schiff in Israel abgewrackt.

## Kommandanten
- Juni 1939–Januar 1940: Oberleutnant zur See Brodda
- Januar 1940–Mai 1940: Korvettenkapitän Paul Schulze
- Mai 1940–Juli 1941: Korvettenkapitän Kaack
- Juli 1941–November 1943: Kapitänleutnant z.V. Schapler
- Dezember 1943–Mai 1945: Kapitänleutnant der Reserve Erich Hasse